# Znamenka (Oblast' di Tambov)
Znamenka è una cittadina della Russia europea centrale, situata nella oblast' di Tambov; appartiene amministrativamente al rajon Znamenskij, del quale è il capoluogo.